# Alex Naumik
Alexandra Naumik (antes Alexandra Sandøy), más conocida por su nombre artístico Alex, (Vilna, 12 de agosto de 1949 - Oslo, 17 de septiembre de 2013) fue una artista de rock y pop polaco-noruega que alcanzó la fama a finales de 1970.

## Discografía

### Álbumes como solista
- Alex (Mercury, 1977)
- Handle With Care (Mercury, 1977)
- Hello, I Love You (Mercury, 1979)
- Daddy’s Child (Polydor, 1980)
- Alex’ beste (Polydor, 1981) (compilación)
- Always (CBS, 1983)
- Almost (Ventura Records, 1991)
- Living In Color (MTG, 1993)

### Singles
- Heartbreak Queen (1977)
- Listen To The Music (1978)
- Flying High (1978)
- Rock Machine (1979)
- Univers (1980)
- Rock'N'Roller (1981)
- I Love Warszawa (1982)
- Dreamboy (1984)
- Don't Break down My Heart (1984)
- Almost (1991)
- Home Is Where The Hatred Is (2008)
- I Wanna Fly (2008)

## Literatura
1. Bratteli, Randi (1978). The Way They Went. Tiden Forlag, Oslo. ISBN 82-10-01671-7